# Zbieżystość

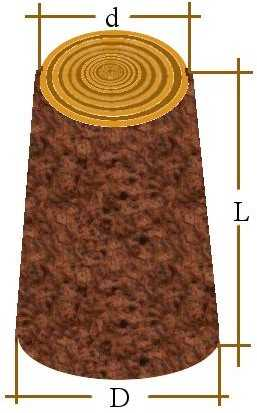
Wymiarowanie zbieżystości

Zbieżystość – wada drewna z grupy wad kształtu. Polega na zmniejszaniu się średnicy pnia drewna w kierunku od odziomka ku wierzchołkowi.
Wartość zbieżystości otrzymuje się, dzieląc różnicę między średnicami przez odległość między nimi (jednostka to centymetry na metr):
{\displaystyle Z={\frac {D-d}{L}}}
W technice stosuje się często pojęcie zbieżystości normalnej, czyli spadku średnicy o 1 centymetr na 1 metr.
W sztuce bonsai zbieżystość pnia jest zaletą – podstawowym elementem prawidłowego kształtowania roślin, nadającym im pożądaną cechę dojrzałości.